# Cirta
Cirta est une cité antique berbère numide qui correspond au cœur historique de la ville de Constantine en Algérie. Dès le IIIe siècle av. J.-C. capitale des Numides massæssyles elle est conquise en 203 av. J.-C. par leurs rivaux les Numides massyles menés par Massinissa qui en fait la capitale du royaume de Numidie. Plus tard lors de la conquête romaine elle devient la capitale de la province romaine de Numidia cirtensis. Au IVe siècle, restaurée par l'empereur Constantin, elle prend le nom de Constantina, et devient la capitale de la province de Numidia Constantina et le siège d'un consul romain.

## Toponymie
Selon Gabriel Camps, le nom aurait une origine punique, même si la ville n'a pas été fondée par les Phéniciens. Cependant, sur des monnaies de Cirta, à légendes néopuniques et datées du IIe siècle av. J.-C., on lit « KRTN » (Kirthan) avec un kaph. Or, le terme phénicien QRT (Qart) débute par un qoph. Dès lors, il faut plutôt attribuer à ce nom une origine libyque. Selon une autre hypothèse, le nom de Cirta proviendrait du nom berbère « tissirt » (meule), vu l'abondance de la culture du blé dans la région.

## Histoire

La Numidie en 220 av. J.-C. ; partagée entre les zones d'influences massæsyles et massyles

La région de Cirta a été très tôt occupée par l’homme puisqu’une importante série de galets aménagés d’âge villafranchien a été trouvée sur le plateau de Mansourah. La première mention de Cirta remonte au IIIe siècle av. J.-C. ; elle est la capitale du roi massaesyle Syphax.
Après la mort du roi Gaïa, Syphax s'en empare avec l'appui des Carthaginois. Il y règne aux côtés de son épouse, Sophonisbe, jusqu'en 203 av. J.-C., date à laquelle il est vaincu par l'armée romaine de Scipion l'Africain et capturé par le roi massyle Massinissa, le fils de Gaïa. Ce dernier en fait sa capitale, et Cirta est embellie par les souverains numides qui s’y succèdent.

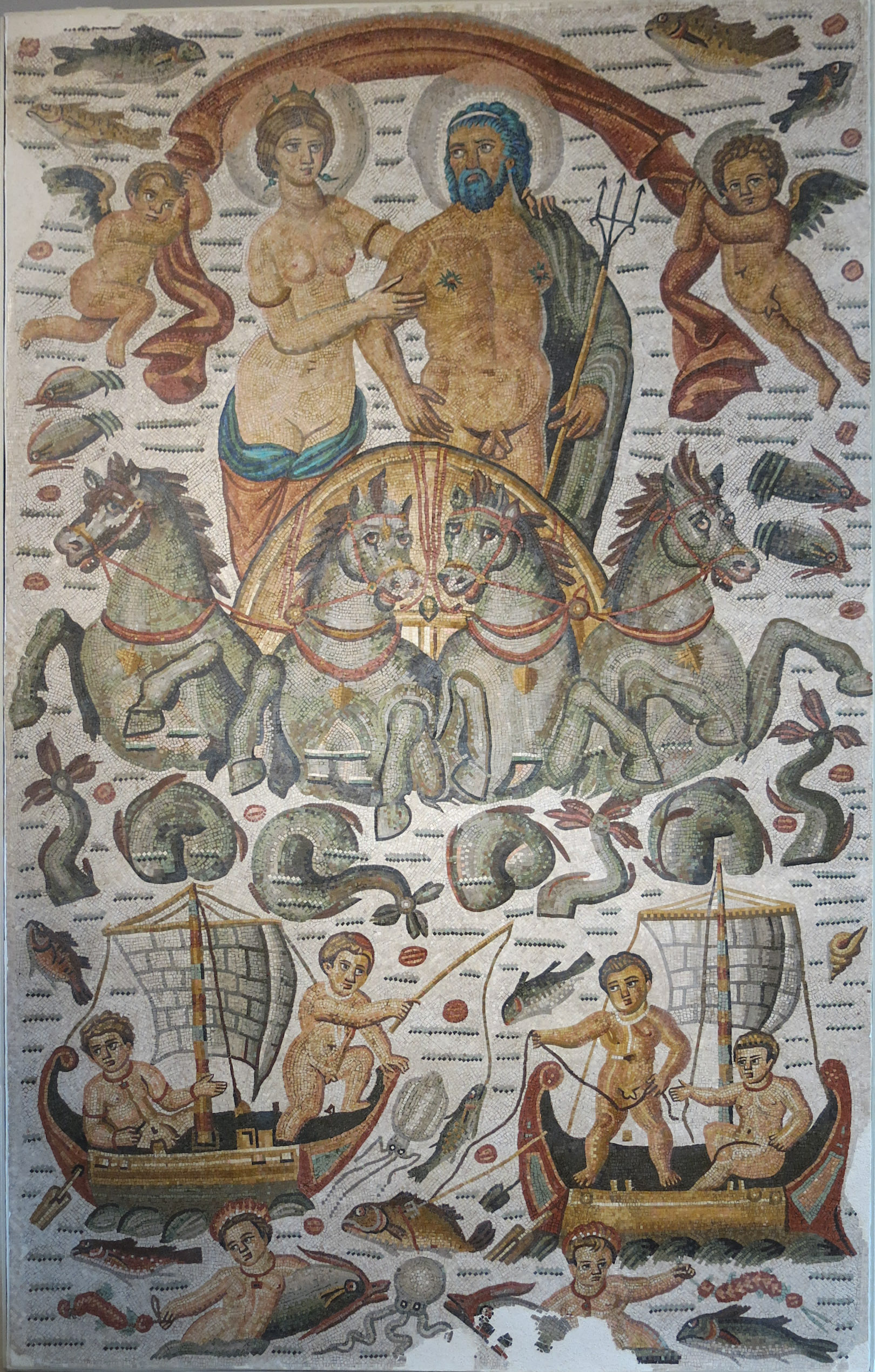
Mosaïque du triomphe de Neptune et son épouse Amphitrite, trouvée à Cirta en 1845 (Louvre, Ma 1880).

Ce dernier ménage son alliance avec Rome. Durant son long règne et celui de ses successeurs, principalement Micipsa (148 – 117), Cirta, de façon similaire aux grandes cités hellénistiques, prospère et acquiert un embellissement architectural. La ville était ceinte de remparts et depuis Syphax, Cirta disposait d’un palais occupé et embelli par ses successeurs et Micipsa y ajoute de beaux édifices.
Les revenus sont tirés des ventes de céréales dont la Numidie, à l’instar de l’Africa, commence à être productrice et exportatrice. La frappe régulière de monnaies, certes en bronze, en est l’illustration. À la fin du IIe siècle av. J.-C. Cirta aurait même eu une autonomie monétaire avec des magistrats ordonnant les émissions : leurs noms, BDMLQRT et HNA, figurent sur les monnaies.
L’ouverture au monde méditerranéen en Numidie et dans la capitale Cirta amène de nombreux étrangers qui font de la cité une ville cosmopolite. Les souverains numides ont été les propagateurs de la langue punique dans leur royaume au point que la société de Cirta est profondément punicisée. Cirta est une ville influencée par la culture punico-grecque.
La victoire de César à Thapsus en février 46 av. J.-C. est déterminante : la Numidie est annexée et Cirta est léguée au « condottiere » campanien Publius Sittius, en reconnaissance de son appui décisif. Avec Rusicade (Skikda), Chullu (Collo) et Milève (Mila), Cirta forme une principauté autonome : la Colonia Cirta Sittianorum. Incorporée à l'Afrique nouvelle (Africa Nova), elle devient la Colonia Iulia Cirta Iuvenalis Honos Virtus. Au IIe siècle, la cité de Cirta a un statut atypique : une confédération de cités et de villes moyennes est regroupée autour d’elle pour former la Respublica IV coloniarum cirtensium. Cirta conserve le trésor commun et gère les autres villes par l’entremise de préfets. Après la réforme dioclétienne, la confédération cesse d’être active, et la ville conserve sa prééminence en devenant capitale de la Numidie du Nord (Numidie cirtéenne).
Pillée au début du IVe siècle lors d'un conflit entre deux hauts fonctionnaires romains, Cirta est reconstruite par Constantin Ier, qui en fait la capitale de la Numidie sous le nom de Civitas Constantina Cirtensium. Sous les Romains, Cirta prend le nom de Cirta Régina et abrite la résidence du gouverneur de la province, le dux. Le site particulièrement bien défendu sur trois côtés par les gorges du Rhummel, a été continuellement habité depuis l’Antiquité. Elle fut le lieu d'un concile en 412.
La ville de Constantine est bâtie sur ce même site, ce qui explique le peu de vestiges puniques et numides laissés par cette cité par rapport à d’autres sites algériens. 
Toutefois, pour André Berthier, directeur de la circonscription archéologique de Constantine vers 1940, Cirta serait située à l'emplacement de la ville du Kef, dans le Nord de la Tunisie, thèse réfutée par la majorité des historiens tel que Gambriel Camps ou Jehan Desanges, mais reprise par certains amateurs menant ainsi à une controverse connue sous le nom de problème de Cirta,,,,,,,.

## Personnalités originaires de Cirta
- Fronton
- Jugurtha
- Mastanabal
- Tiberius Claudius Candidus[13] : légat impérial, gouverneur de l'Hispanie, dux de l'armée romaine dans l'expédition en Gaule contre Clodius Albinus.

## Citation
Massinissa (Massinisse) dans La Carthaginoise d'Antoine de Montchrestien, v. 501 – 502 :
Ma Cirta est reconquise, et sur ses hauts Remparts

Flotent legers au vent mes vainqueurs estendarts ;